# Bruguiera exaristata
Espèce
Classification phylogénétique
Statut de conservation UICN

 LC  : Préoccupation mineure
Bruguiera exaristata est une espèce de plantes à fleurs de la famille des Rhizophoraceae. C'est un palétuvier présent dans les mangroves d'Australie.